# My Fair Lady (film)
My Fair Lady è un film del 1964 diretto da George Cukor, tratto dall'omonimo musical del 1956 di Alan Jay Lerner e Frederick Loewe, ispirato a sua volta dall'opera Pigmalione di George Bernard Shaw.
Nel 1998 l'American Film Institute l'aveva inserito al novantunesimo posto della classifica dei migliori cento film statunitensi di tutti i tempi.
Nel 2018 è stato scelto per la conservazione nel National Film Registry della Biblioteca del Congresso degli Stati Uniti.

## Trama
Il professor Higgins, glottologo britannico di fama internazionale, scommette con l'amico Pickering di riuscire a trasformare la povera fioraia Eliza Doolittle in una dama dell'alta classe entro sei mesi. Dopo estenuanti tentativi e un fallimento iniziale, all'ippodromo in presenza di tutti i signori più illustri, Eliza viene apprezzata per i modi e l'eleganza dall'alta società londinese. 
Dopo aver concluso l'esperimento, Eliza non si sente apprezzata da Higgins e Pickering, i quali si elogiano a vicenda senza degnare di un complimento la ragazza. Da questa scena, tra Eliza e Higgins scoppia una discussione che termina con la ragazza che lascia la casa.
Eliza si reca quindi nel suo quartiere natale, rendendosi conto che il luogo cui apparteneva non le corrisponde più e che le persone che una volta conosceva non la riconoscono.
La mattina seguente Higgins non trova più Eliza in casa e, anche se non lo vuole ammettere, ne sente la mancanza.
La storia termina con Eliza che torna da lui.

## Cast
Nonostante il grande successo del musical a Broadway, la produzione decise di chiamare per il film solo il protagonista maschile, Rex Harrison, e sostituire Julie Andrews, che interpretava Eliza Doolittle, con una attrice maggiormente nota come Audrey Hepburn. La Hepburn si rendeva conto dell'enorme differenza vocale tra lei e la Andrews, ma accettò perché in caso di suo rifiuto sarebbe stata presa in considerazione Elizabeth Taylor. Venne però subito deciso che sarebbe stata doppiata nelle parti cantate e solo in una piccola porzione di una canzone in tutto il film non lo è stata.

## Doppiaggio
Il film arrivò nelle sale cinematografiche italiane il 10 settembre 1965, con il doppiaggio italiano eseguito negli stabilimenti Fono Roma con la collaborazione della CDC e su dialoghi di Alberto Vecchietti. La direzione musicale, i testi italiani delle canzoni e la supervisione del coro furono affidati ad Alberto Brandi, Vito Pallavicini, Antonio Amurri e Pietro Carapellucci.
Il doppiaggio di My Fair Lady rappresentò uno dei più complicati adattamenti di un film straniero. La difficoltà, infatti, stava nel rendere in italiano il dialetto cockney della protagonista che il prof. Higgins deve trasformare "in perfetto inglese" eliminando accento e cattiva pronuncia delle vocali. Nell'adattamento italiano si scelse di far parlare la protagonista con degli approssimativi accenti abruzzese, pugliese (molte battute ruotano infatti intorno alle A pronunciate come E), napoletano e romanesco mescolati tra di loro, con risultati del tipo «a commendato', compre du' fiore a ‘na povera raghezz».
L'originale The rain in Spain stays mainly in the plain (ovvero La pioggia in Spagna rimane principalmente in pianura), è stato adattato con uno scioglilingua pieno di A che diventò famoso: La rana in Spagna gracida in campagna, che però perde le connotazioni meteorologiche necessarie alla scena di Ascot.
Riguardo al doppiaggio, nella versione originale tale tecnica fu utilizzata affinché Marni Nixon potesse doppiare il canto di Audrey Hepburn non ritenuto adatto. Anche le parti cantate di Jeremy Brett furono doppiate (da Bill Shirley), mentre Rex Harrison e Stanley Holloway usarono la propria voce come nella rappresentazione teatrale.

## Riconoscimenti
- 1965 - Premio Oscar
  - Miglior film a Jack L. Warner
  - Migliore regia a George Cukor
  - Miglior attore protagonista a Rex Harrison
  - Migliore fotografia a Harry Stradling Sr.
  - Migliore scenografia a Gene Allen, Cecil Beaton e George James Hopkins
  - Migliori costumi a Cecil Beaton
  - Miglior sonoro a George Groves
  - Miglior colonna sonora a André Previn
  - Candidatura Miglior attore non protagonista a Stanley Holloway
  - Candidatura Miglior attrice non protagonista a Gladys Cooper
  - Candidatura Migliore sceneggiatura non originale a Alan Jay Lerner
  - Candidatura Miglior montaggio a William H. Ziegler
- 1965 - Golden Globe
  - Miglior film commedia o musicale
  - Migliore regia a George Cukor
  - Miglior attore in un film commedia o musicale a Rex Harrison
  - Candidatura Miglior attrice in un film commedia o musicale a Audrey Hepburn
  - Candidatura Miglior attore non protagonista a Stanley Holloway
- 1966 - Premio BAFTA
  - Miglior film a George Cukor
  - Candidatura Miglior attore britannico a Rex Harrison
- 1965 - David di Donatello
  - Miglior produttore straniero a Jack L. Warner
  - Miglior attore straniero a Rex Harrison
  - Miglior attrice straniera a Audrey Hepburn
- 1964 - New York Film Critics Circle Award
  - Miglior film
  - Miglior attore protagonista a Rex Harrison
- 1966 - National Board of Review Award
  - Migliori dieci film
- 1965 - American Cinema Editors
  - Miglior montaggio a William H. Ziegler
- 1966 - Cinema Writers Circle Awards
  - Miglior film straniero
- 1965 - Directors Guild of America
  - Migliore regia a George Cukor e David Hall (Assistente Regista)
- 1965 - Laurel Award
  - Road Show
  - Miglior performance maschile a Rex Harrison
  - Candidatura Miglior performance femminile a Audrey Hepburn
  - Candidatura Miglior attore non protagonista a Stanley Holloway
- 1965 - Writers Guild of America
  - Candidatura Migliore sceneggiatura a Alan Jay Lerner